# تپه خندق
تپه خندق مربوط به دوران‌های تاریخی پس از اسلام است و در شهرستان بهبهان، روستای دو دانگه واقع شده و این اثر در تاریخ ۲۵ اسفند ۱۳۷۹ با شمارهٔ ثبت ۳۲۳۵ به‌عنوان یکی از آثار ملی ایران به ثبت رسیده است.